# Chakkirako
Chakkirako (jap. チャッキラコ) – taniec wykonywany w styczniu każdego roku w Miura (prefektura Kanagawa) w Japonii. Ma zapewnić powodzenie w biznesie, dobre zbiory i połowy w Nowym Roku. W 1979 roku został uznany w Japonii za niematerialne dziedzictwo kulturalne. 

## Historia
Taniec powstał w okresie Edo (1603–1868) pod wpływem tańców prezentowanych przez przypływających do miasta żeglarzy. Od połowy XVIII wieku był okazją do prezentacji talentu i urody  miejscowych dziewcząt. Taniec ma zapewnić dobre zbiory i połowy w nadchodzącym roku. Podczas pierwszej pełni księżyca po Nowym Roku w lokalnej świątyni lub przed domami pięć do dziesięciu dorosłych kobiet śpiewa a cappella, a młode dziewczyny ubrane w kimona tańczą do wykonywanej przez nie melodii. Grupa 10 do 20 dziewcząt w wieku od 5 do 12 lat zwróconych do siebie twarzami tańczy stojąc w dwóch rzędach lub w okręgu. Podczas tańca dziewczęta zasłaniają twarz wachlarzem lub wybijają rytm dwoma bambusowymi pałeczkami. Od dźwięku jaki wydają pałeczki pochodzi nazwa tańca – chakkirako. W 2021 roku ze względu na pandemię taniec został odwołany.
Podczas 4. sesji Międzyrządowego Komitetu ds. Ochrony Niematerialnego Dziedzictwa Kulturowego, która odbyła się w Abu Zabi, stolicy Zjednoczonych Emiratów Arabskich w dniach od 28 września do 2 października 2009 roku, taniec został wpisany na listę reprezentatywną niematerialnego dziedzictwa kulturowego ludzkości UNESCO. W 2022 roku wpis został jednak cofnięty, a tradycja stała się częścią szerszego wpisu o nazwie Furyu-odori, tańce obrzędowe przesycone wierzeniami i nadziejami lokalnych społeczności.